# Euginoma reticulata
Euginoma reticulata är en mossdjursart som beskrevs av Jean-Loup d'Hondt 1981. Euginoma reticulata ingår i släktet Euginoma och familjen Cellariidae.

## Underarter
Arten delas in i följande underarter:
- E. r. gracilis
- E. r. angulata